# Alê Amazonia
Alê Amazonia, nome artístico de Alexandre Leal de Almeida (Curitiba, 26 de março de 1987), é um produtor cultural, cantor, compositor, escritor e instrumentista brasileiro radicado na cidade de Xangai na República Popular da China. É também creditado como Amazonia, O 亚马孙先生.
Produtor
Desde os 17 anos, esteve envolvido na produção de festivais de música independentes na cena punk de Curitiba, sua cidade natal.
Ao se mudar para China em 2012, seu primeiro trabalho como produtor artístico foi a produção local da 5º edição do Festival de Cinema Brasileiro na China, sob a direção de Anamaria Boschi e Raquel Martins, em 2014.
Entre 2017 e 2018, trabalho como administrador de espaços artísticos em Pequim e Xangai. Bem como, fundou junto a cineasta chinesa Zhao Renxiu (赵人秀), o arquivista estadunidense William Griff e o jornalista alemão Fabian Peltsch, a produtora de documentários Subtropical Asia.
Também atuou como produtor local do documentário "A ponte de bambu" (2020) de Marcelo Machado, e nos longas metragens "Inaúdito"(2017) & "Aquele que viu o abismo" (2023) ambos dirigidos por Gregorio Gananian.
Alcançou repercussão nacional através de seu projeto China Tropical, que propõe intercâmbios musicais sino-brasileiros em parceria com o Consulado do Brasil. A primeira edição contemplou os artistas Ava Rocha e Negro Leo, enquanto a segunda, Tulipa Ruiz e Gustavo Ruiz. O projeto foi considerado, pela revista MonkeyBuzz, como um estabelecedor de elos musicais entre o Brasil e a China.
Músico
Iniciou sua carreira musical como baterista das bandas curitibana MotimMotim (scremo) e Homvncvli (post black metal), ambas desativadas.
É membro fundador da banda chinesa , 脏手指 (Oh! Dirty Fingers), com a qual alcançou sucesso crítico no underground chinês.
Ao voltar para o Brasil em 2019, iniciou sua carreira solo sob pseudônimo artístico Amazonia, O Selvagem, lançando de forma independente 2 álbuns produzidos por ele mesmo: "Raw Demo Tracks" (2019) e "Espectro" (2021). 
Em 2022, lançou pela gravadora chinesa Space Fruity Records, seu terceiro album "Desovado" gravado totalmente em lo-fi usando microfones de celulares e que conta com a participação da cantora brasileira Ava Rocha e da banda chinesa de post punk Mirrors解离的真实.
Em 2024, retornou para Xangai para reassumir a posição de baterista e produtor na banda 脏手指. 
Atualmente está trabalhando em seu primeiro álbum de estúdio sob o pseudônimo artístico Amazonia, O 亚马孙先生 produzido pelo produtor musical paulista multi ganhador do Grammy Latino Gustavo Ruiz e com participações das cantoras brasileiras Tulipa Ruiz e Iara Rennó, os compositores Lello Bezerra, Cuca Ferreira e os cantores chineses 文隽 e 杨海松.
Escritor
Em 2021 lançou seu primeiro livro, "Mil olhos, mil braços: relatos de um punk antropofágico na China vermelha", pela editora Autonomia Literária.
Em 2023, lançou de forma independente seu primeiro audiolivro de poemas entitulado "Jovem demais para ser relevante, velho demais para ser iniciante";

## Discografia
| Álbum                                          | Lançamento                            | Selo         | Formato                |
| ---------------------------------------------- | ------------------------------------- | ------------ | ---------------------- |
| 猴子王（Monkey King）                          | 1 de setembro de 2015 (Xangai, China) | Independente | Streaming & CD.        |
| 我怎么学的这么坏 How I've turned so bad        | 1 de dezembro de 2017 (Pequim, China) | Maybe Mars   | Streaming, Vinil & CD. |
| 多米力高威威维利星（Planet Dominic Vivavilli） | 28 de abril de 2021 (Xangai, China)   | Independente | Streaming, Vinil & CD. |

| Álbum               | Lançamento                             | Selo         | Formato             |  |
| ------------------- | -------------------------------------- | ------------ | ------------------- |  |
| Raw Demo Tracks     | 14 de maio de 2019                     | Independente | Streaming           |  |
| Espectro            | 11 de novembro de 2021                 | Independente | Streaming           |  |
| 可支配 ( Desovado ) | 10 de Setembro de 2022 (Pequim, China) | Space Fruity | Streaming & K7 Tape |  |